# ارنستو فیگئیردو
ارنستو فیگئیردو (پرتغالی: Ernesto Figueiredo؛ زادهٔ ۶ ژوئیهٔ ۱۹۳۷) بازیکن فوتبال اهل پرتغال بود.
از باشگاه‌هایی که در آن بازی کرده‌است می‌توان به باشگاه فوتبال ویتوریا ستوبال و باشگاه فوتبال اسپورتینگ اشاره کرد.
وی همچنین در تیم ملی فوتبال پرتغال بازی کرده‌است.